# Andrea Sperling
Andrea Sperling är en amerikansk filmproducent som producerat filmer sedan 1993 och som verkar i Los Angeles. Några av hennes mer kända filmer är Totally F***ed Up, But I'm a Cheerleader, D.E.B.S. och Itty Bitty Titty Committee.

## Filmografi
- 1993: Totally F***ed Up
- 1993: Terminal USA
- 1995: The Doom Generation
- 1996: A Small Domain (short)
- 1996: Color of a Brisk and Leaping Day
- 1997: Fame Whore
- 1997: Nowhere
- 1998: Freak Weather
- 1998: Desert Blue
- 1999: Sleeping Beauties (short)
- 1999: But I'm a Cheerleader
- 2001: Stuck (short)
- 2002: Pumpkin
- 2002: Scumrock
- 2003: D.E.B.S. (short)
- 2003: Hummer (short)
- 2004: D.E.B.S.
- 2004: A Memoir to My Former Self (short)
- 2005: Starcrossed
- 2005: Harsh Times
- 2005: The Quiet
- 2007: If I Had Known I Was a Genius
- 2007: Itty Bitty Titty Committee
- 2008: Adventures of Power
- 2010: Sympathy for Delicious
- 2010: Kaboom
- 2011: Like Crazy